# Дорогинка (Киевская область)
Дороги́нка (укр. Дорогинка) — село, входит в Фастовский район Киевской области Украины.
Население по переписи 2001 года составляло 803 человек. Почтовый индекс — 08512. Телефонный код — .
Село расположено на разновысоких берегах высохшей реки Шишкарёвка (приток реки Ирпень), на её месте появилось 7 прудов, которые преимущественно используются для рыбалки. Учитывая исключительную экологичность, ещё с советских времен входит в зелёную зону столицы Украины — города Киева, почти со всех сторон окружено смешанным лесом (дуб, сосна, осина...), прекрасное место для сбора грибов и ягод. Название этого села, расположенного возле Фастова, происходит, по преданию, от имени казака Дороша, который поселился здесь в XVII веке.
Дорогинка имеет сельский совет, лесничество, церковь, школу и спортивный лицей, является родиной Героя Советского Союза, А. П. Грисюка и известного повстанческого атамана Фастовщини 1920—1922 годов, Ивана Гаевого (Грисюка).
Село расположено в 75 км от центра Киева и в 15 км от Фастова.

## Местный совет
08512, Київська обл., Фастівський р-н, с.Дорогинка, вул.Кірова,4 т. 43-3-25; 43-3-19.  (укр.)

## История
Есть сведения о существовании на месте села древнерусского поселения. При археологических раскопках была найдена печать Владимира Мономаха.
Во времена царской России село Дорогинка входило в Васильковский уезд Киевской губернии.

Дорогинка, село лежит в углу, образуемомъ соединеніемъ Унавы съ Ирпинемъ, при безъименномъ ручьѢ, впадающемъ въ послѢднюю рѢку. Село въ 15-ти верстахъ от г. Хвастова. Жителей обоего пола: православнихъ 817, римскихъ католиковъ 28.
Церковь Свято-Михайловская, деревянная, 5-го класса; земли имеѢтъ 65 десятинъ; построена въ 1600 году, какъ Значится въ клировыхъ вѢдомостяхъ, но въ 1852 году фундаментально исправлений и построена при ней новая колокольня.
Къ церкви причислена того же вѢдомства деревня Кощеевка, лежащая при рѢкѢ УнавѢ, в 3-хъ верстах отъ Дорогинка. Жителей обоего пола 486.
— Сведения о Дорогинке в книге Л. Похилевича «Сказания о населенныхъ мѢсностяхъ Киевской губернии» (Киевъ. 1864)